# Pierwszy kryzys w Cieśninie Tajwańskiej
Pierwszy kryzys w Cieśninie Tajwańskiej (1954–1955; 九三炮戰) – zbrojna konfrontacja między Chińską Republiką Ludową a Republiką Chińską na Tajwanie, rozpoczęta uderzeniem Chińskiej Armii Ludowo-Wyzwoleńczej na wyspę Yijiangshan. Pomimo pomocy ze strony USA, armia tajwańska musiała się ostatecznie ewakuować z całego archipelagu Dachen.

## Tło historyczne konfliktu
W wyniku wojny domowej pomiędzy Komunistyczną Partią Chin a Kuomintangiem z lat 1946-1950 nacjonaliści utracili władzę nad kontynentalnymi Chinami. 1 października 1949 roku w Pekinie Mao Zedong ogłosił utworzenie Chińskiej Republiki Ludowej. 10 grudnia Czang Kaj-szek wraz z rządem Republiki Chińskiej i prawie 2 milionami zwolenników ewakuował się na Tajwan. Pod kontrolą nacjonalistów pozostały oprócz Tajwanu archipelagi Zhoushan, Dachen, Peskadory, Kinmen i Mazu. W maju 1950 roku wojska Kuomintangu wycofały się z Zhoushan Qundao celem wzmocnienia obrony Tajwanu.
Dotychczasowy sojusznik Kuomintangu, Stany Zjednoczone, nie interweniowały podczas wojny z komunistami. Ówczesna administracja amerykańska była niechętna osobie Czang Kaj-szeka, sprzyjając ugodowemu prezydentowi Li Zongrenowi (odsuniętemu od władzy przez Czanga po ewakuacji na Tajwan). Większość Chińczyków również była niechętnie nastawiona do rządów Kuomintangu. W styczniu 1950 roku prezydent USA Harry Truman ogłosił, że Stany Zjednoczone nie będą mieszać się w spór wokół Cieśniny Tajwańskiej i nie będą interweniować w przypadku inwazji komunistów na Tajwan.
Zmianę nastawienia administracji amerykańskiej do rządu Czang Kaj-szeka na Tajwanie spowodował wybuch wojny koreańskiej. 27 czerwca 1950 roku Truman wysłał amerykańską Siódmą Flotę z zadaniem neutralizacji Cieśniny Tajwańskiej. Zapobiegło to ewentualnej komunistycznej inwazji, a jednocześnie uniemożliwiało głoszony przez Czanga „powrót na kontynent”. 6 lipca i 24 sierpnia premier ChRL Zhou Enlai oskarżył oficjalnie USA o okupację chińskiego terytorium.
W styczniu 1951 roku Waszyngton i Tajpej zawarły Chińsko-Amerykańskie Porozumienie o Wzajemnej Obronie i Pomocy, zaś w grudniu 1954 Chińsko-Amerykański Traktat o Wzajemnej Obronie, zobowiązując się do obrony suwerenności władzy Kuomintangu nad Tajwanem i przyległymi wyspami. Dodatkowym atutem Czang Kaj-szeka był fakt, że Chińską Republikę Ludową uznały jedynie ZSRR i jego państwa sojusznicze, podczas gdy pozostałe państwa oraz organizacje międzynarodowe, takie jak ONZ, za jedynego reprezentanta Chin nadal uznawały ewakuowany na Tajwan rząd kuomintangowski. 22 lipca 1952 roku Czang ogłosił, że Tajwan jest jedynie tymczasowym bastionem, który w przyszłości posłuży jako baza wypadowa do kontrataku na kontynent. Ambicje Czanga starały się studzić władze amerykańskie, m.in. 10 grudnia 1954 roku wymuszając zapewnienie, że nacjonaliści nie uderzą na kontynent bez zgody Waszyngtonu.

## Konflikt
2 grudnia 1954 roku USA i rząd w Tajpej zawarły traktat sojuszniczy, w którym Stany Zjednoczone zobowiązały się do obrony Tajwanu i Peskadorów, nie uwzględniając jednak kontrolowanych przez KMT wysepek u wybrzeży Chin.
18 stycznia 1955 roku Chińska Armia Ludowo-Wyzwoleńcza niespodziewanie dokonała desantu na wysepkę Yijiangshan u wybrzeży Zhejiangu. Przy trzykrotnie wyższych stratach własnych ChAL-W rozbiła walczący do ostatniego żołnierza 720-osobowy garnizon nacjonalistów.
W obliczu chińskiej inwazji 28 stycznia 1955 roku Kongres Stanów Zjednoczonych upoważnił prezydenta Eisenhowera do użycia sił zbrojnych w celu zabezpieczenia suwerenności Tajwanu. Ostatecznie nie doszło do starcia między siłami chińskimi a tajwańsko-amerykańskimi, a Amerykanie wykorzystali Siódmą Flotę, aby ewakuować cały archipelag Dachen, który w ten sposób przeszedł bez walki pod kontrolę komunistów.

## Skutki
Pomyślnie zakończona dla ChRL inwazja na Yijiangshan, zakończona ewakuacją sił Kuomintangu z całego archipelagu Dachen, wzmogła wojowniczą retorykę rządu w Pekinie, zaś Mao określił wówczas USA mianem papierowego tygrysa, na którego należy patrzeć z góry. Następstwem tych wydarzeń był chiński ostrzał wysp Kinmen i Mazu w 1958 roku, który doprowadził do drugiego kryzysu w Cieśninie Tajwańskiej.